# Pisces-I-Zwerggalaxie
Die Pisces-I-Zwerggalaxie (kurz auch Pisces I) ist eine Zwerggalaxie im Sternbild Fische (lat. Pisces), die  sich im Zerfall befindet. Sie ist noch als Überhäufigkeit im galaktischen Halo zu erkennen. Sie wurde im Jahr 2009 nach Analyse der Verteilung der RR-Lyrae-Sterne in der Durchmusterung des Sloan Digital Sky Survey entdeckt.
Pices I ist einer der lichtschwächsten Trabanten unserer Milchstraße. Ihre Masse lässt sich nur schwer abschätzen, da sie nicht mit der Geschwindigkeitsdispersion korreliert. Es wird ein Wert von etwa 105 M☉ genannt.
Die Galaxie befindet sich in einer Entfernung von 80 kpc zu unserem Sonnensystem und bewegt sich mit einer Geschwindigkeit von 75 km/s darauf zu.
Die große Ausdehnung von etwa 1° einerseits und die irreguläre Form anderseits zeigen, dass sich Pisces I im Übergang befindet von einem gravitativ gebundenen zu einem gravitativ ungebundenen System.
Pisces I befindet sich nahe der Ebene der Magellanschen Wolken. Möglicherweise existiert eine physische Verbindung zwischen Pisces I und dem Magellanschen Strom.